# Daniel McFarlan Moore

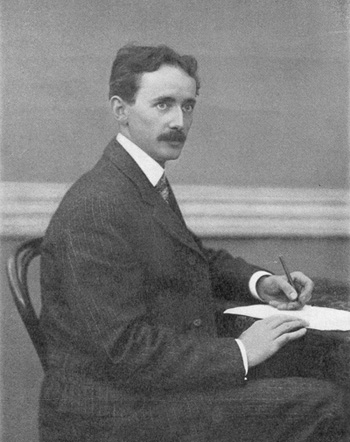
Fotografia de Daniel McFarlan Moore tirada à luz de uma lâmpada de Moore em 1906.

Daniel McFarlan Moore (1869 – New Jersey, 1933) foi um engenheiro elétrico e inventor norte-americano.
Moore iniciou sua carreira trabalhando para  Thomas Edison , porém iniciou a experimentação de como produzir luz através de uma descarga elétrica, uma ideia que  Heinrich Geissler já havia lançado em 1850.  Moore considerava as lâmpadas incandescentes de Édison demasiadamente pequenas, quentes e que emitiam luz vermelha.   Sentindo que as técnicas de vidro seladas já haviam avançado bastante para fazer lâmpadas de descarga elétricas comercialmente viáveis, planejou a "lampada de Moore" em 1898.  A lâmpada de Moore  usava um tubo de vidro no qual o ar era removido e um gás diferente era introduzido tornando-se  incandescesse quando uma corrente era  passada através dela.  O projeto lâmpada de neon seria  inspirado mais tarde por este projeto.  As lâmpadas de  Moore não se tornaram populares. Moore, como resultado do insucesso,  decidiu trabalhar para General Electric.
Moore  ficou mais conhecido pela invenção da "lâmpada  fulgor",  em 1920, baseado no princípio físico da descarga de corona. As  lâmpadas fulgor foram usadas como indicadores em painéis de instrumentos até serem substituídas pelos LEDs. Moore foi assassinado por um outro inventor  que  considerou como ideia sua a invenção  patenteada por Moore.